# Provincia de las Tierras Altas Orientales
La Provincia de Tierras Altas Orientales es una de las veintidós divisiones administrativas del Estado Independiente de Papúa Nueva Guinea. Su capital es la ciudad de Goroka. Comparte un límite administrativo común con la provincia de Madang al norte, la de Morobe al este, la provincia del Golfo al sur y la de Simbu al oeste. 
La provincia es conocida por la máscara de barro de Asaro, que llevan los hombres en espectáculos y festivales tanto dentro de la provincia como en toda Papúa Nueva Guinea. Se puede llegar a las Tierras Altas Orientales por vía aérea, a través del aeropuerto de Goroka, o por carretera, por la carretera principal de las Tierras Altas.
El nivel de desarrollo es bajo (0.512). En 2018 la provincia ocupaba, en función de su desarrollo, el decimoctavo puesto entre las veintidós provincias de Papúa Nueva Guinea.

## Geografía
La superficie de esta división administrativa es de 11 157 kilómetros cuadrados.
Los prados dominan una amplia zona de tierra especialmente en los valles (como es el Valle de Aiyura) que son predominantemente habitados por personas. Esto es resultado de la quema continua y el uso excesivo de la tierra para jardinería.
A mayores altitudes, como en Bismarck y Kratke, el tipo de vegetación es la de los bosques húmedos de montaña dominada por bosques de hayas y especies Pandanas. A mayor altitud, de más de 3000 metros, los pastizales alpinos y bosques de musgo son el tipo de vegetación más común. A menor altitud (1500 metros o menos) sobre todo hacia las zonas fronterizas de las provincias costeras donde es muy alta la posibilidad de precipitación y la humedad, se encuentra la selva baja. El tipo de vegetación es muy diversa y heterogénea en la composición de especies y alberga una gran diversidad de flora y fauna exótica.
La precipitación mensual sigue un patrón estacional, con una estación lluviosa de diciembre a principios de abril, con media mensual de precipitaciones de alrededor de 203 mm a 305 mm. Una estación seca inicia después, con caídas mensuales en el rango de general de 51 mm a 102 mm. Los meses de abril-mayo y octubre-noviembre tienden a ser de transición.
Los rangos de temperatura son más iguales. En Goroka la temperatura máxima para todo el año es de 26 °C.
En la capital de la provincia, la humedad media varía de 87 % a las 09:00 horas a 57 % a las 15:00 horas. A medida que avanza el día la niebla se disipa de los valles y las nubes comienzan a formarse, de modo que es probable que se desaten tormentas locales. Hacia la noche, las nubes se extienden desde los límites de los valles y con el enfriamiento de los sumideros de fondo de los valles.

## Población
La provincia de las Tierras Altas Orientales tenía una población de 432.972 habitantes (ciudadanos de Papúa Nueva Guinea) y 1.173 (no ciudadanos) en el censo de 2000. Esto supone un aumento del 31 % desde la cifra del censo de 1990.
Según el censo de 2011, tenía una población de 579.825 personas, lo que supone un aumento del 33 % con respecto al censo anterior, y se traduce en una densidad poblacional de casi 52 habitantes por kilómetro cuadrado.

## Educación
En las Tierras Altas Orientales hay aproximadamente 250 escuelas primarias, además de once escuelas secundarias y una escuela secundaria nacional. Estas escuelas son administradas por la Iglesia o pertenecen al gobierno.

## Distritos
Esta provincia se organiza en ocho distritos, los cuales, a su vez, se subdividen en gobiernos de nivel local. Los ocho distritos, por orden alfabético, son: 
- Daulo.
- Goroka.
- Henganofi.
- Kainantu.
- Lufa.
- Obura-Wonenara.
- Okapa.
- Unggai-Bena.

- Datos: Q849812
- Multimedia: Eastern Highlands Province / Q849812